# Симадзу Иэхиса
Симадзу Иэхиса Тадацунэ (27 ноября 1576 — 7 апреля 1638) — тодзама-даймё из Сацума-хана (1602—1638), первый владетель Сацума-хана под верховенством сёгуната Токугава и первый японский властитель Островов Рюкю.

## Биография
Третий сын Симадзу Ёсихиро (1535—1619), даймё Сацума-хана (1587—1602). Был одним из могущественных даймё Японии. В 1603 году его доход составлял 605 000 коку риса. В 1602 году Симадзу Иэхиса был официально представлен сёгуну Токугава Иэясу, чтобы доказать ему свою лояльность, принял новое имя — Мацудайра Иэхиса.
В 1592-1598 годах Симадзу Иэхиса сопровождал своего отца Симадзу Ёсихиро во время двух военных кампаниях Тоётоми Хидэёси в Корее.
В 1602 году после отречения от власти своего отца Симадзу Ёсихиро Симадзу Иэхиса стал новым даймё Сацума-хана, но его отец пользовался реальной властью в княжестве вплоть до своей смерти в 1619 году.
В 1609 году с согласия сёгуната Токугава Симадзу Иэхиса осуществил военную кампанию против Королевства Рюкю, находившегося в вассальной зависимости от империи Мин. Весной того же года сацумское войско высадились на острове Окинава, разбило местное ополчение, захватило и разграбило замок Сюри. Ван островов Сё Нэй был взят в заложники и отправлен в Японию на два года. В 1611 году Сё Нэй был освобожден и вернулся на родину, но вынужден был признать свою вассальную зависимость от даймё Сацума. Жители островов были обязаны платить ежегодную дань дому Симадзу.
В апреле 1638 года Симадзу Иэхиса скончался. Ему наследовал старший сын Симадзу Мицухиса (1616—1695), даймё Сацума-хана (1638—1687).